# Nightflyers (film)
Pour les articles homonymes, voir Nightflyers (série télévisée) et Le Volcryn.
Pour plus de détails, voir Fiche technique et Distribution.
Nightflyers est un film de science-fiction horrifique américain réalisé par Robert Collector, sorti en 1987. Il s’agit de l’adaptation du roman court américain Le Volcryn (Nightflyers) de George R. R. Martin (1980), également adapté pour la série télévisée du même titre diffusé en 2018.

## Synopsis
Un groupe de scientifiques embarque dans un immense  et puissant vaisseau spatial appelé Nightflyers dans le but de rechercher un mystérieux engin extraterrestre ayant rapport avec la survie humaine sur Terre, avant d’être victime d’une cruelle machination lancée par l’ordinateur de bord…

## Fiche technique
Sauf indication contraire, les informations mentionnées dans cette section peuvent être confirmées par la base de données cinématographiques IMDb,  présente dans la section « Liens externes ».
- Titre original : Nightflyers
- Réalisation : Robert Collector[1]
- Scénario : Robert Jaffe et George R. R. Martin[2], d’après le roman court américain Le Volcryn (Nightflyers) de George R. R. Martin (1980)
- Direction artistique : John Muto
- Décors : Mike Bingham
- Costumes : Brad R. Loman
- Photographie : Shelly Johnson
- Son : Steve Nelson[3]
- Montage : Tom Siiter
- Musique : Doug Timm
- Production : Robert Jaffe ; Herb Jaffe (producteur délégué)
- Société de production : The Vista Organization
- Société de distribution : The Vista Organization
- Pays d’origine :  États-Unis
- Langue originale : anglais
- Format : couleur - Ultra Stereo
- Genre : science-fiction horrifique
- Durée : 89 minutes
- Date de sortie :
  - États-Unis : 23 octobre 1987 (avant-première à New York)

## Distribution
- Catherine Mary Stewart : Miranda Dorlac
- Michael Praed : Royd Eris
- John Standing : Michael D'Brannin
- Lisa Blount : Audrey
- Glenn Withrow : Keelor
- James Avery : Darryl
- Annabel Brooks : Eliza
- Michael Des Barres : Jon Winderman

## Production

### Genèse et développement
Le film est adapté du roman court américain Le Volcryn (Nightflyers) apparu dans la collection des nouvelles de George R. R. Martin en 1985. À l’origine écrit en 1980, le roman court aux 23 000 mots est publié le magazine américain Analog Science Fiction and Fact. En 1981, à la requête de l’éditeur James Frenkel à cette époque, George R. R. Martin réécrit son histoire avec 30 000 mots qui est publiée par Dell Publishing, en même temps que le roman True Names de l’écrivain Vernor Vinge dans le cadre de leur Binary Star series. Dans la version étendue, George R. R. Martin fournit une histoire supplémentaire ajoutant plusieurs personnages et notamment les personnages secondaires qui n’avaient pas de noms dans la version originale.
Nightflyers se déroule dans la même univers fictif que Thousand Worlds comme d’autres œuvres signés le romancier, y compris L'Agonie de la lumière (Dying of the Light, 1977), Les Rois des sables (Sandkings, 1979), Chanson pour Lya (A Song for Lya, 1974), Par la croix et le dragon (The Way of Cross and Dragon 1979), Au matin tombe la brume (With Morning Comes Mistfall, 1973) et d’autres histoires rassemblées dans Le Voyage de Haviland Tuf (Tuf Voyaging, 1986).
En 1984, les droits de diffusion des films et des programmes télévisuels sont achetés par la société The Vista Organization qui produira ce film sous le scénario cosigné George R. R. Martin avec Robert Jaffe en tant que scénariste et producteur. La réalisation est confiée à Robert Collector, sous le pseudonyme de T. C. Blake en raison de son départ après avoir achevé la postproduction. Selon George R. R. Martin, Robert Jaffe a probablement adapté son propre scénario à partir de la toute première version du roman court puisque tous les personnages secondaires ont été changés dans la seconde version.

### Tournage
Le tournage a lieu à Los Angeles en 1986. Dès le début, il rencontre quelque peu de problèmes avec le scénario qui ne cesse de changer.

### Musique
La bande originale du film Nightflyers est produite et composée par Doug Timm (1960-1989), sortie en vinyle en 1987. Varèse Sarabande la réédite en 2010, en hommage au compositeur mort assassiné par un cambrioleur dans sa maison à Los Angeles en 1989.
| 1.    | Main Title           | 1:48 |
| 2.    | Back To The Ship     | 2:06 |
| 3.    | Crew Exit            | 1:26 |
| 4.    | Miranda's Theme      | 1:35 |
| 5.    | Abduction            | 2:14 |
| 6.    | Laser Attack         | 2:18 |
| 7.    | Royd's Exit          | 2:27 |
| 8.    | Lift-Off             | 1:48 |
| 9.    | Adara                | 2:18 |
| 10.   | Crew's New Home      | 1:10 |
| 11.   | Depressurization     | 2:32 |
| 12.   | Watching Montage     | 2:27 |
| 13.   | Ship Powers Up       | 2:17 |
| 14.   | Hypnotic Trance      | 2:26 |
| 15.   | Keelor's Flight      | 1:37 |
| 16.   | Royd's Rescue        | 1:05 |
| 17.   | Enter The Warren     | 3:02 |
| 18.   | Audrey And Darryl    | 2:58 |
| 19.   | Adara's Resurrection | 3:11 |
| 40:45 |                      |      |

## Accueil

### Sorties
Le film est présenté le 23 octobre 1987 en avant-première à New York. Il est ensuite distribué en cassette vidéo Betamax  et en Laserdisc en 1988 par la société International Video Entertainment. Il reste inédit dans les salles françaises.

### Box-office
Le film recueille 1 149 470 de dollars. Il n’a pas connu un certain succès dans les salles.